# Trifolium phleoides subsp. willkommii
Trifolium phleoides subsp. willkommii é uma subespécie de planta com flor pertencente à família Fabaceae. 
A autoridade científica da subespécie é (Chabert) Muñoz Rodr., tendo sido publicada em Acta Bot. Malac. 17: 105 (1992).
O seu nome comum é trevo.

## Portugal
Trata-se de uma subespécie presente no território português, nomeadamente em Portugal Continental.
Em termos de naturalidade é nativa da região atrás indicada.

## Protecção
Não se encontra protegida por legislação portuguesa ou da Comunidade Europeia.